# Cæsar Læsar von Lüttichau
Cæsar Læsar von Lüttichau (1709 – 24. juni 1787) var en dansk officer.
Lüttichau var yngste søn af generalløjtnant Hans Helmuth von Lüttichau. I 1727 blev han kornet, i 1729 løjtnant ved 2. jyske, 1732 ritmester ved Neubergs (siden holstenske) Rytterregiment, 1739 major, 1747 oberstløjtnant, 1753 forsat til 3. jyske Rytterregiment, hvis chef han blev 1759 efter 3 år forud at have fået obersts karakter, og som han beholdt indtil 1767. Lüttichau blev kammerherre i 1760. I 1765 blev han udnævnt til generalmajor og i 1768 blev han slået til Ridder af Dannebrog. I blev han 1774 generalløjtnant, og han var anset som "en i Kavallerivæsenet meget erfaren Mand".
Han døde 24. juni 1787.
Han var gift 1. gang (4. august 1746) med Eleonore Christine Marie von Dinklage (død 10. juni 1758), datter af E.H.J. von der Schulenburg i det osnabrückske; 2. gang (1771) med Cathrine Agnes Lüttichau (1. december 1731 – 25. januar 1799), datter af hans broder generalmajor Wolff Caspar von Lüttichau til Lerchenfeld osv.